# 第32回全国地域サッカーリーグ決勝大会
第32回全国地域サッカーリーグ決勝大会（だい32かいぜんこくちいきサッカーリーグけっしょうたいかい）は、2008年11月22日から11月30日まで福岡県、高知県、鳥取県及び沖縄県で開催された全国地域サッカーリーグ決勝大会(現・全国地域サッカーチャンピオンズリーグ)である。

## 概要
今大会から大会名が「全国地域リーグ決勝大会」から「全国地域サッカーリーグ決勝大会」へ変更となった。
16チームが4グループに分かれて4チーム総当たりの1次ラウンドを戦い、各グループの上位1チームが決勝ラウンドに進出する。決勝ラウンドも4チーム総当たりによるリーグ戦を戦う。当初は1位・2位チームが日本フットボールリーグ (JFL) に自動昇格、3位チームはJFLチームとの入れ替え戦に進む予定とされていたが、同年のJFLから3チームがJリーグに加盟したため、上位3チームがJFL昇格となった。
1次ラウンド・決勝ラウンドとも前後半90分で同点の場合はPK戦を行う完全決着方式により行われ、試合時間内の勝者=3点、PK戦による勝者=2点、PK戦による敗者=1点、試合時間内の敗者=0点、の要領で勝ち点を配分し、「勝ち点合計」「得失点差」「総得点数」「当該チーム間の対戦結果」の順序により順位を決定する。以上のいずれの方法でも順位が決定しない場合は、1位・2位を決める場合のみ順位決定戦を行う。

## 会場
1次ラウンド
| 組 | 試合会場名                                   | 所在地         | 画像 |
| -- | -------------------------------------------- | -------------- | ---- |
| A  | 北九州市立本城陸上競技場                     | 福岡県北九州市 |      |
| B  | 高知県立春野総合運動公園陸上競技場           | 高知県高知市   |      |
| C  | とりぎんバードスタジアム                     | 鳥取県鳥取市   |      |
| D  | コカ・コーラウエストスポーツパーク陸上競技場 | 鳥取県鳥取市   |      |

決勝ラウンド
| 試合会場名                   | 所在地       | 画像 |
| ---------------------------- | ------------ | ---- |
| 石垣島サッカーパークあかんま | 沖縄県石垣市 |      |

## 出場チーム
下記の区分により選出された16チームによって行われた。
1. 2008年度各地域リーグ優勝チーム（9チーム）
  - 北海道：ノルブリッツ北海道FC
  - 東北1部：グルージャ盛岡
  - 関東1部：FC町田ゼルビア
  - 北信越1部：AC長野パルセイロ
  - 東海1部：静岡FC
  - 関西1部：バンディオンセ加古川
  - 中国：レノファ山口
  - 四国：カマタマーレ讃岐
  - 九州：沖縄かりゆしFC
2. 前回大会決勝ラウンド進出チーム（地域リーグ選出チーム）の所属地域より1チーム（最大4チーム、第31回大会は3地域から選出のため3チーム）
  - 関西1部2位：アイン食品
  - 中国2位：佐川急便中国
  - 九州2位：V・ファーレン長崎
3. JFL入りを希望する大学サッカー連盟所属より1チーム（学連から推薦された場合）
  - 該当無し
4. Jリーグ加盟を標榜するクラブに対する優遇措置を承認された1チーム
  - 該当無し
5. 第44回全国社会人サッカー選手権大会上位4チームの内、各地域リーグから出場権を得ていないチーム（最大2チーム）
  - 2位：NECトーキン（東北1部2位）
  - 3位：ホンダロック（九州3位）

※同大会優勝のAC長野パルセイロが北信越リーグで出場権を得ていたため、準優勝のNECトーキン、3位のホンダロックが出場権を獲得。
6. 上記の条件で16チームに満たない場合は、2.で選出された地域を除く、前年度各地域の全社連登録数（2007年6月末現在）の比率で配分する（関東、東海、北海道、北信越、四国、東北の順）。
  - 関東1部2位：日立栃木ウーヴァSC
  - 東海1部2位：矢崎バレンテ

以上により出場チームが一旦決定し、1次ラウンドの組み合わせが発表された後の11月2日にNECトーキンが親会社の業績不振により大会の出場辞退と休部を発表。代わって全国社会人サッカー選手権大会4位の松本山雅FC（北信越1部4位）が繰り上げて出場となった。なお、1次ラウンドではNECトーキンが組み込まれていたグループCにそのまま組み込まれた。

## 試合スケジュール

### 1次ラウンド

#### グループ A
| 番 | チーム               | 勝点 | 試合 | 勝利 | PK勝 | PK敗 | 敗戦 | 得点 | 失点 | 差 |
| -- | -------------------- | ---- | ---- | ---- | ---- | ---- | ---- | ---- | ---- | -- |
| A2 | ホンダロック         | 6    | 3    | 1    | 1    | 1    | 0    | 4    | 3    | 1  |
| A4 | バンディオンセ加古川 | 5    | 3    | 1    | 0    | 2    | 0    | 4    | 3    | 1  |
| A1 | AC長野パルセイロ     | 5    | 3    | 1    | 1    | 0    | 1    | 6    | 6    | 0  |
| A3 | 沖縄かりゆしFC       | 2    | 3    | 0    | 1    | 0    | 2    | 3    | 5    | -2 |

| #01 | 2008年11月22日 11:00 |

| AC長野パルセイロ                      | 2 - 2          | ホンダロック                          |
| 藤田信 44分 · 64分 (OG)               | 公式記録 (PDF) | 前田悠佑 75分 · 南光太 89分 (PK)      |
|                                       | PK戦           |                                       |
| 土橋宏由樹 籾谷真弘 丸山良明 小田竜也 | 4 - 2          | 悦田嘉彦 山下優一郎 前田悠佑 木下健生 |

| 本城陸上競技場（北九州市） 観客数: 350人 主審: 野口達生 |

| #02 | 2008年11月22日 13:15 |

| 沖縄かりゆしFC                    | 1 - 1          | バンディオンセ加古川                   |
| 堀内省吾 89分                     | 公式記録 (PDF) | 松田喬志 17分                          |
|                                   | PK戦           |                                        |
| 渡辺晋平 阿部巧也 飯島慎 齋藤将基 | 4 - 3          | 濱岡和久 下松裕 片原潤 小林靖典 角廣介 |

| 本城陸上競技場（北九州市） 観客数: 250人 主審: 藤田稔人 |

| #09 | 2008年11月23日 11:00 |

| AC長野パルセイロ            | 2 - 1          | 沖縄かりゆしFC |
| 佐藤大典 32分 · 藤田信 59分 | 公式記録 (PDF) | 浅見和正 71分  |

| 本城陸上競技場（北九州市） 観客数: 250人 主審: 篠藤巧 |

| #10 | 2008年11月23日 13:15 |

| ホンダロック                               | 0 - 0          | バンディオンセ加古川                     |
|                                            | 公式記録 (PDF) |                                          |
|                                            | PK戦           |                                          |
| 南光太 前田悠佑 悦田嘉彦 下木屋翔 白川伸也 | 5 - 4          | 濱岡和久 下松裕 片原潤 吉田真史 小林靖典 |

| 本城陸上競技場（北九州市） 観客数: 300人 主審: 藤田稔人 |

| #17 | 2008年11月24日 11:00 |

| AC長野パルセイロ            | 2 - 3          | バンディオンセ加古川                             |
| 髙野耕平 11分 · 藤田信 36分 | 公式記録 (PDF) | 濱岡和久 43分 (PK) · 角廣介 53分 · 小林靖典 70分 |

| 本城陸上競技場（北九州市） 観客数: 100人 主審: 野口達生 |

| #18 | 2008年11月24日 13:15 |

| ホンダロック                     | 2 - 1          | 沖縄かりゆしFC |
| 谷口研二 43分 · 南光太 72分 (PK) | 公式記録 (PDF) | 齋藤将基 67分  |

| 本城陸上競技場（北九州市） 観客数: 150人 主審: 篠藤巧 |

#### グループ B
| 番 | チーム             | 勝点 | 試合 | 勝利 | PK勝 | PK敗 | 敗戦 | 得点 | 失点 | 差 |
| -- | ------------------ | ---- | ---- | ---- | ---- | ---- | ---- | ---- | ---- | -- |
| B3 | V・ファーレン長崎  | 9    | 3    | 3    | 0    | 0    | 0    | 7    | 0    | 7  |
| B1 | カマタマーレ讃岐   | 5    | 3    | 1    | 1    | 0    | 1    | 2    | 2    | 0  |
| B4 | アイン食品         | 3    | 3    | 0    | 1    | 1    | 1    | 1    | 5    | -4 |
| B2 | 日立栃木ウーヴァSC | 1    | 3    | 0    | 0    | 1    | 2    | 1    | 4    | -3 |

| #03 | 2008年11月22日 11:00 |

| カマタマーレ讃岐              | 2 - 0          | 日立栃木ウーヴァSC |
| 岩舘侑哉 41分 · 脇坂仁智 79分 | 公式記録 (PDF) |                    |

| 高知県立春野総合運動公園球技場（高知市） 観客数: 300人 主審: 武田光晴 |

| #04 | 2008年11月22日 13:15 |

| V・ファーレン長崎                                | 4 - 0          | アイン食品 |
| 川崎元気 2分, 26分 · 有光亮太 29分 · 福嶋洋 41分 | 公式記録 (PDF) |            |

| 高知県立春野総合運動公園球技場（高知市） 観客数: 200人 主審: 池内明彦 |

| #11 | 2008年11月23日 11:00 |

| カマタマーレ讃岐 | 0 - 2          | V・ファーレン長崎          |
|                  | 公式記録 (PDF) | 有光亮太 4分 · 福嶋洋 33分 |

| 高知県立春野総合運動公園球技場（高知市） 観客数: 400人 主審: 大友一平 |

| #12 | 2008年11月23日 13:15 |

| 日立栃木ウーヴァSC                         | 1 - 1          | アイン食品                                   |
| 五十嵐朋弥 86分                            | 公式記録 (PDF) | 水内康夫 89分                                |
|                                            | PK戦           |                                              |
| 前田和也 石川裕之 久保井伸明 林容史 磯裕章 | 4 - 5          | 吉居昭治 岡本祐士 濱中貴志 南茂英樹 越智悠太 |

| 高知県立春野総合運動公園球技場（高知市） 観客数: 100人 主審: 池内明彦 |

| #19 | 2008年11月24日 11:00 |

| カマタマーレ讃岐                               | 0 - 0          | アイン食品                          |
|                                                | 公式記録 (PDF) |                                     |
|                                                | PK戦           |                                     |
| 下平智久 岡本竜之介 古賀隆一 綱田大志 脇坂仁智 | 4 - 2          | 楠本晋矢 岡本祐士 藤川健司 南茂英樹 |

| 高知県立春野総合運動公園球技場（高知市） 観客数: 200人 主審: 大友一平 |

| #20 | 2008年11月24日 13:15 |

| 日立栃木ウーヴァSC | 0 - 1          | V・ファーレン長崎 |
|                    | 公式記録 (PDF) | 山形恭平 64分     |

| 高知県立春野総合運動公園球技場（高知市） 観客数: 100人 主審: 武田光晴 |

#### グループ C
| 番 | チーム         | 勝点 | 試合 | 勝利 | PK勝 | PK敗 | 敗戦 | 得点 | 失点 | 差 |
| -- | -------------- | ---- | ---- | ---- | ---- | ---- | ---- | ---- | ---- | -- |
| C1 | レノファ山口   | 8    | 3    | 2    | 1    | 0    | 0    | 5    | 3    | 2  |
| C4 | 松本山雅FC     | 7    | 3    | 2    | 0    | 1    | 0    | 6    | 4    | 2  |
| C3 | グルージャ盛岡 | 3    | 3    | 1    | 0    | 0    | 2    | 9    | 5    | 4  |
| C2 | 静岡FC         | 0    | 3    | 0    | 0    | 0    | 3    | 2    | 10   | -8 |

| #05 | 2008年11月22日 11:00 |

| レノファ山口                  | 2 - 1          | 静岡FC      |
| 戸高研太 15分 · 兒玉光史 60分 | 公式記録 (PDF) | 河村優 14分 |

| とりぎんバードスタジアム（鳥取市） 観客数: 350人 主審: 窪田陽輔 |

| #06 | 2008年11月22日 13:15 |

| グルージャ盛岡                   | 2 - 3          | 松本山雅FC                                    |
| 加藤浩史 5分 · 下屋敷恒太郎 53分 | 公式記録 (PDF) | 川田和宏 46分 · 柿本倫明 75分 · 三本菅崇 80分 |

| とりぎんバードスタジアム（鳥取市） 観客数: 418人 主審: 河合英治 |

| #13 | 2008年11月23日 11:00 |

| レノファ山口                  | 2 - 1          | グルージャ盛岡 |
| 大野達也 40分 · 安田忠臣 48分 | 公式記録 (PDF) | 加藤浩史 16分  |

| とりぎんバードスタジアム（鳥取市） 観客数: 340人 主審: 小曽根潮 |

| #14 | 2008年11月23日 13:15 |

| 静岡FC    | 1 - 2          | 松本山雅FC                    |
| 63分 (OG) | 公式記録 (PDF) | 今井昌太 61分 · 三本菅崇 89分 |

| とりぎんバードスタジアム（鳥取市） 観客数: 396人 主審: 窪田陽輔 |

| #21 | 2008年11月24日 11:00 |

| レノファ山口                                     | 1 - 1          | 松本山雅FC                            |
| 柏原渉 44分                                      | 公式記録 (PDF) | 阿部琢久哉 49分                       |
|                                                  | PK戦           |                                       |
| 福原康太 大野達也 戸高研太 多久島顕悟 佐久間大樹 | 5 - 3          | 柿本倫明 大西康平 三本菅崇 阿部琢久哉 |

| とりぎんバードスタジアム（鳥取市） 観客数: 403人 主審: 河合英治 |

| #22 | 2008年11月24日 13:15 |

| 静岡FC | 0 - 6          | グルージャ盛岡                                                    |
|        | 公式記録 (PDF) | 加藤浩史 26分, 31分, 66分, 86分 · 佐々木健治 28分 · 松田賢太 85分 |

| とりぎんバードスタジアム（鳥取市） 観客数: 411人 主審: 小曽根潮 |

#### グループ D
| 番 | チーム               | 勝点 | 試合 | 勝利 | PK勝 | PK敗 | 敗戦 | 得点 | 失点 | 差  |
| -- | -------------------- | ---- | ---- | ---- | ---- | ---- | ---- | ---- | ---- | --- |
| D2 | FC町田ゼルビア       | 8    | 3    | 2    | 1    | 0    | 0    | 9    | 1    | 8   |
| D3 | 矢崎バレンテ         | 7    | 3    | 2    | 0    | 1    | 0    | 9    | 3    | 6   |
| D4 | ノルブリッツ北海道FC | 3    | 3    | 1    | 0    | 0    | 2    | 2    | 4    | -2  |
| D1 | 佐川急便中国         | 0    | 3    | 0    | 0    | 0    | 3    | 3    | 15   | -12 |

| #07 | 2008年11月22日 11:00 |

| 佐川急便中国 | 0 - 7          | FC町田ゼルビア                                                                           |
|              | 公式記録 (PDF) | 勝又慶典 4分 · 石堂和人 12分 · 蒲原達也 16分, 68分 · 山腰泰博 49分, 89分 · 森川宏雄 55分 |

| コカ・コーラウエストスポーツパーク陸上競技場（鳥取市） 観客数: 150人 主審: 岡宏道 |

| #08 | 2008年11月22日 13:15 |

| 矢崎バレンテ        | 2 - 0          | ノルブリッツ北海道FC |
| 井口大輔 58分, 85分 | 公式記録 (PDF) |                      |

| コカ・コーラウエストスポーツパーク陸上競技場（鳥取市） 観客数: 150人 主審: 田中利幸 |

| #15 | 2008年11月23日 11:00 |

| 佐川急便中国                  | 2 - 6          | 矢崎バレンテ                                                         |
| 本田健司 29分 · 堂面弘樹 48分 | 公式記録 (PDF) | 大森敬之 52分 · 井口大輔 54分 (PK), 62分, 67分 · 萩田祐介 87分, 89分 |

| コカ・コーラウエストスポーツパーク陸上競技場（鳥取市） 観客数: 100人 主審: 村井良輔 |

| #16 | 2008年11月23日 13:15 |

| FC町田ゼルビア | 1 - 0          | ノルブリッツ北海道FC |
| 酒井良 37分    | 公式記録 (PDF) |                      |

| コカ・コーラウエストスポーツパーク陸上競技場（鳥取市） 観客数: 100人 主審: 岡宏道 |

| #23 | 2008年11月24日 11:00 |

| 佐川急便中国  | 1 - 2          | ノルブリッツ北海道FC       |
| 藤井良平 74分 | 公式記録 (PDF) | 相木良介 5分 · 北玲吉 17分 |

| コカ・コーラウエストスポーツパーク陸上競技場（鳥取市） 観客数: 65人 主審: 村井良輔 |

| #24 | 2008年11月24日 13:15 |

| FC町田ゼルビア                                                 | 1 - 1          | 矢崎バレンテ                                                 |
| 蒲原達也 88分                                                  | 公式記録 (PDF) | 井口大輔 53分                                                |
|                                                                | PK戦           |                                                              |
| 石堂和人 柳崎祥兵 蒲原達也 山口貴之 山腰泰博 雑賀友洋 津田和樹 | 6 - 5          | 松尾昌則 秋本涼平 渡邊俊 田中淑史 井口大輔 萩田祐介 大森敬之 |

| コカ・コーラウエストスポーツパーク陸上競技場（鳥取市） 観客数: 65人 主審: 田中利幸 |

### 決勝ラウンド
| 位   | チーム            | 点 | 試 | 勝 | P勝 | P敗 | 敗 | 得 | 失 | 差 |
| ---- | ----------------- | -- | -- | -- | --- | --- | -- | -- | -- | -- |
| D1位 | FC町田ゼルビア    | 8  | 3  | 2  | 1   | 0   | 0  | 4  | 1  | 3  |
| B1位 | V・ファーレン長崎 | 7  | 3  | 2  | 0   | 1   | 0  | 6  | 0  | 6  |
| A1位 | ホンダロック      | 3  | 3  | 1  | 0   | 0   | 2  | 3  | 7  | -4 |
| C1位 | レノファ山口      | 0  | 3  | 0  | 0   | 0   | 3  | 0  | 5  | -5 |

| #25 | 2008年11月28日 11:00 |

| ホンダロック | 0 - 5          | V・ファーレン長崎                                               |
|              | 公式記録 (PDF) | 福嶋洋 14分, 38分 · 有光亮太 75分 · 田上渉 79分 · 立石飛鳥 89分 |

| 石垣島サッカーパークあかんま（石垣市） 観客数: 245人 主審: 吉田哲朗 |

| #26 | 2008年11月28日 13:15 |

| レノファ山口 | 0 - 2          | FC町田ゼルビア              |
|              | 公式記録 (PDF) | 石堂和人 2分 · 中川勇人 8分 |

| 石垣島サッカーパークあかんま（石垣市） 観客数: 486人 主審: 山際将史 |

| #27 | 2008年11月29日 11:00 |

| ホンダロック                  | 2 - 0          | レノファ山口 |
| 原田洋志 42分 · 浅田祐史 87分 | 公式記録 (PDF) |              |

| 石垣島サッカーパークあかんま（石垣市） 観客数: 482人 主審: 桜井大介 |

| #28 | 2008年11月29日 13:15 |

| V・ファーレン長崎               | 0 - 0          | FC町田ゼルビア                             |
|                                 | 公式記録 (PDF) |                                            |
|                                 | PK戦           |                                            |
| 田上渉 有光亮太 竹村栄哉 隅田航 | 3 - 5          | 石堂和人 柳崎祥兵 勝又慶典 酒井良 雑賀友洋 |

| 石垣島サッカーパークあかんま（石垣市） 観客数: 687人 主審: 山際将史 |

| #29 | 2008年11月30日 11:00 |

| ホンダロック | 1 - 2          | FC町田ゼルビア                |
| 南光太 53分  | 公式記録 (PDF) | 森川宏雄 35分 · 勝又慶典 44分 |

| 石垣島サッカーパークあかんま（石垣市） 観客数: 512人 主審: 吉田哲朗 |

| #30 | 2008年11月30日 13:15 |

| V・ファーレン長崎 | 1 - 0          | レノファ山口 |
| 八戸寿憲 80分     | 公式記録 (PDF) |              |

| 石垣島サッカーパークあかんま（石垣市） 観客数: 473人 主審: 桜井大介 |

本年のJFLからは3チームがJリーグに加盟したため、本大会の上位3チームがJFLへと自動昇格した。